# Ciclosarín
El Ciclosarín o Agente GF (metilfosfonofluoridato de ciclohexilo) es una sustancia extremadamente tóxica, utilizada como arma química. Perteneciente a la familia o serie-G de gases nerviosos, un grupo de armas químicas descubierto y desarrollado por el equipo de científicos alemanes que condujo el Dr. Gerhard Schrader. 
Los principales gases nerviosos utilizados por los alemanes fueron conocidos como agentes G, sarín (GB), soman, tabún, y como agentes V tales como por ejemplo el VX. El agente inicial del cual derivaron los demás, el tabún, fue descubierto en Alemania en 1936 durante una serie de investigaciones sobre insecticidas organofosforados. Posteriormente se descubrió el sarín, el soman y finalmente el más tóxico, el agente VX, los cuales fueron sintetizados por los mismos laboratorios comerciales dedicados a la síntesis de insecticidas desde antes de Segunda Guerra Mundial.
Como arma química, está clasificado como un arma de destrucción masiva por las Naciones Unidas, según Resolución 687 de O.N.U, y su producción y almacenamiento fueron proscritos por la Convención sobre Armas Químicas de 1993.

## Características químicas
Al igual que su precursor el sarín, el ciclosarín es un agente nervioso de la familia de los organofosforados líquidos. Sin embargo, sus características físicas son absolutamente diferentes de las del sarín.
A temperatura ambiente, el ciclosarín es un líquido incoloro cuyo olor se ha descrito como dulce y mohoso, o semejante a melocotón o goma laca. 
A diferencia del sarín, el ciclosarín es un líquido persistente, en el sentido de que posee una baja presión de vapor y por lo tanto se evapora en forma relativamente lenta, cerca de 69 veces más lento que el sarín y 20 veces más lento que el agua.
A contrario que el sarín, el ciclosarín es inflamable, con un punto de inflamabilidad de 94 °C.
Además ha sido demostrado que el ciclosarín en humanos presenta una toxicidad mayor que el sarín (GB). Mientras que el sarín posee un LD50 (dosis que resulta letal para el 50% de los individuos de estudio) de 5 mg para un cuerpo de 70 kg, el GF (ciclosarín)  posee un LD50 de 1,2 mg. El LCt50 (Concentración que resulta letal para el 50% de los individuos por unidad de tiempo) del ciclosarín es 50 mg•min/m³, lo que es la mitad del valor correspondiente para el GB.